# Station Plaue
Station Plaue is een spoorwegstation in de Duitse plaats Plaue. Het station werd in 1879 geopend.